# Abadía de San Blas

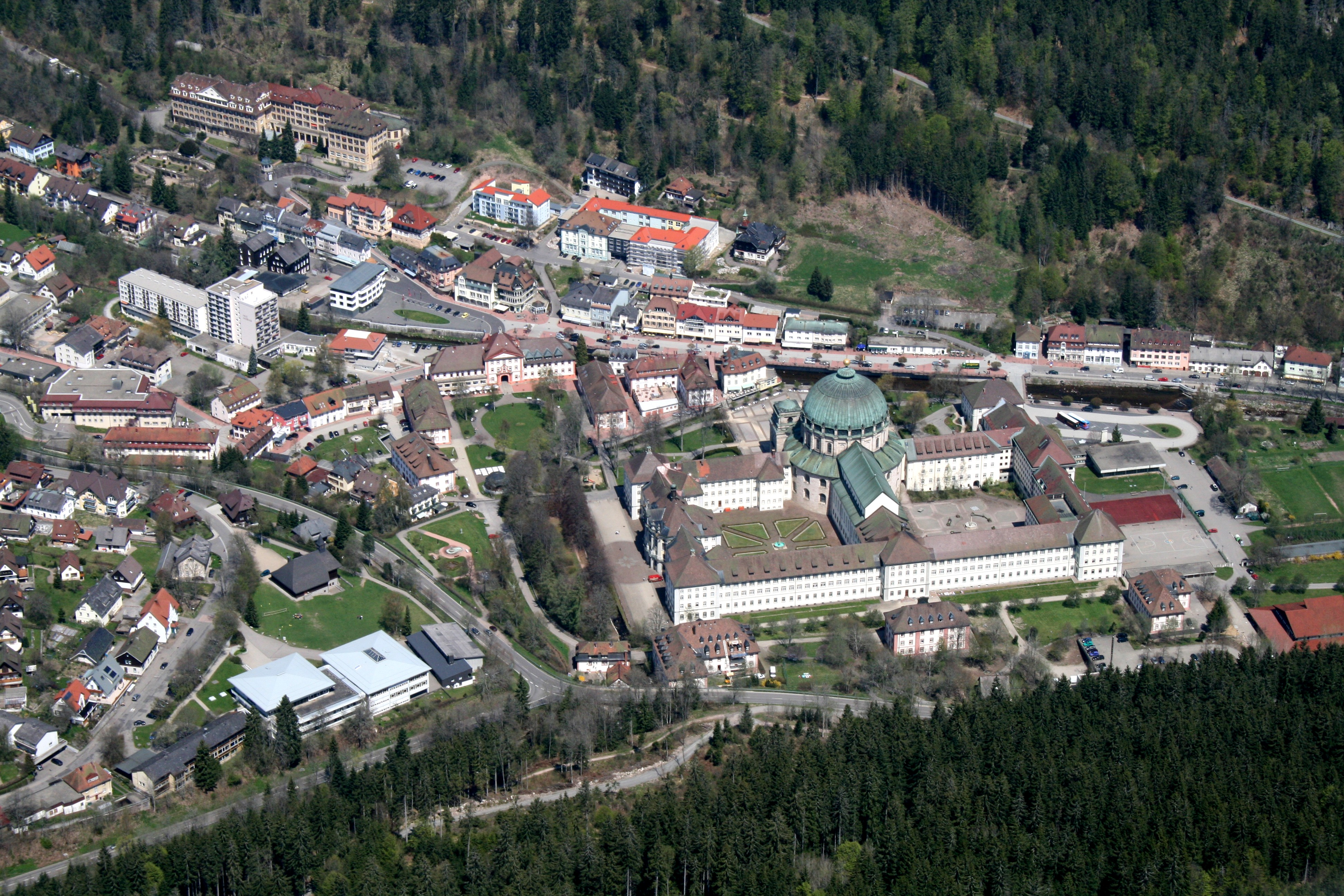
Vista aérea del antiguo complejo abacial

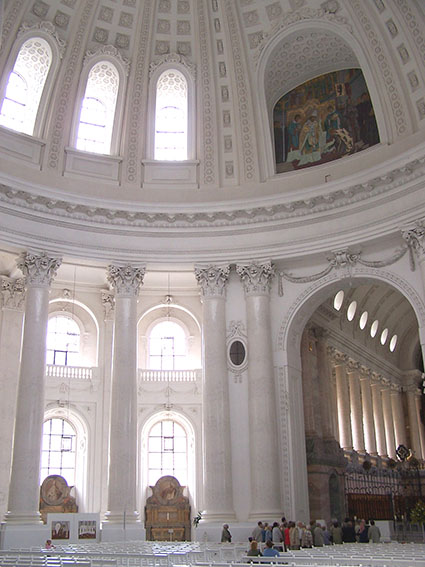
La "catedral" de San Blas, iglesia de la primitiva abadía

La abadía de San Blas (en alemán: Kloster St. Blasien) fue una antigua abadía benedictina del Sacro Imperio Romano Germánico fundada al final del siglo X en la Selva Negra, junto a la localidad de St. Blasien (hoy perteneciente al estado federado de Baden-Wurtemberg, Alemania). La abadía fue disuelta en el curso de la secularización de 1806, siendo utilizados sus edificios como una de las primeras fábricas mecanizadas en Alemania. Desde 1934, los edificios que se conservaban fueron destinados a una universidad de los jesuitas, el Kolleg St. Blasien.
La abadía tuvo temporalmente el estatus de abadía imperial, de 1125 a 1250. El príncipe-abad (Fürstabt) de San Blas ostentó desde 1609 nuevamente el estatus principesco (Reichsfürst) no por la abadía en sí, sino porque la abadía había adquirido el condado de Bonndorf que llevaba consigo el estatus principesco.

## Historia

### Siglos delIXalXII
Se sabe muy poco de la historia temprana de la abadía. Se supone que fue precedida en el siglo IX por un pequeño cenobio dependiente de la abadía de Rheinau, conocido como cella alba ("celda blanca"), pero no está clara la relación entre ambas hasta que se tiene constancia documental de la existencia de la abadía de San Blas en el siglo XI.
La fundación de la nueva abadía independiente de Rheinau pudo ser impulsada por Reginbert de Seldenbüren, tradicionalmente citado como su fundador, que donó sus bienes cerca de Zúrich al monasterio (muerto aproximadamente en 962). Reginbert I era amigo de Otón el Grande, por quien perdió un brazo en la lucha contra Baviera. El sucesor e hijo de Otón I, Otón II, confirmó las donaciones en 983. La primera iglesia de piedra se construyó hacia el año 950 y fue consagrada por el obispo de Constanza, Gaminolf. Presumiblemente en 983, el emperador Otón II regaló los altos valles de Bernau y Menzenschwand, además de la Bailía de Blasiwald y los pueblos de Urberg y Höchenschwand. Estas áreas se denominaron "Zwing und Bann". En 1013 se inició la construcción de la iglesia catedral de tres naves, Das alte Münster, que duró hasta 1036. El primer abad de San Blas del que hay constancia escrita fue Werner I (1045?-1069). Un documento del rey Enrique IV, emitido en Basilea el 8 de junio de 1065, inmunizó la fundación no matriculada desde 983, a pesar de que mantenía conexiones con la familia de Rodolfo de Rheinfelden, enemigo de Enrique. Aquí el «cellam in silva Svvarzvvalt a Sancto Reginberto constructam, ab Ottone autem imperatore … deo et sancto Blasio … traditam … genannt».  Bajo el abad Uto von Kyburg se construyó una nueva catedral en 1084, la Stephanskirche, que fue inaugurada en 1085 por el luego papa Urbano II. Uto amplió el complejo del monasterio de 1068 a 1086.
San Blas estuvo del lado del papa durante la controversia sobre las investiduras y adoptó las reglas de la abadía de Cluny. Entre 1070 y 1073 se pueden asumir contactos con el monasterio reformado cluniacense de Fruttuaria en el norte de Italia. La consecuencia de estos contactos fue la conexión de San Blas con la dirección de la reforma frutuariana, la introducción de hermanos «conversi» y probablemente el diseño de San Blas como un monasterio dúplice, de monjes y monjas; se supone que las monjas fueron reubicadas en la abadía de Berau antes de 1117.
El historiógrafo Bernaldo de Constanza (ca. 1050-1100) cita en sus relatos a las abadías de San Blas y Hirsau liderando la reforma de los monasterios en Suabia. Otras casas religiosas reformadas o fundadas por los priores de San Blas fueron: la abadía de Muri (1082), la abadía de Ochsenhausen (1093), la abadía de Göttweig (1094), la abadía de Stein am Rhein (antes de 1123) y la abadia de Prüm (1132). También tuvo influencia significativa en las abadías de Alpirsbach (1099), Ettenheimmünster (1124) y Sulzburg (ca. 1125), y en los prioratos de Weitenau (ca. 1100), Bürgeln (antes de 1130) y Sitzenkirch (ca. 1130). Una lista de fraternidades de oración, fundadas aproximadamente en 1150, muestra la extensión de las conexiones entre San Blas y otras comunidades religiosas.
Adalgoz von Wehr pudo sacudirse la bailía protectora de los obispos de Basilea mediante una falsificación de documentos, que el emperador Enrique V, presuntamente engañado, mediante el documento del 8 de enero de 1125 —que ratificaba una donación realizada en mayo de 1074/77 de la finca Schluchsee, que también incluía grandes propiedades de tierra— confirmaba la protección imperial y la elección libre de su Vogt (alguacil o señorío protector).
Aun así, durante el curso del siglo XII el celo religioso de los monjes se fue enfriando, y su atención se enfocaba cada vez más en la adquisición, administración y explotación de todo tipo de propiedades. Ya en el siglo XV, su influencia se había extendido a través de la totalidad de la Selva Negra, incluyendo no solo los prioratos citados anteriormente, sino también al convento de Gutnau y canonjías en Niederrotweil, Schluchsee, Wettelbrunn, Achdorf, Hochemmingen, Todtnau, Efringen, Schönau, Wangen, Plochingen, Nassenbeuren y muchos otros lugares.

### Siglos delXIIIalXVII

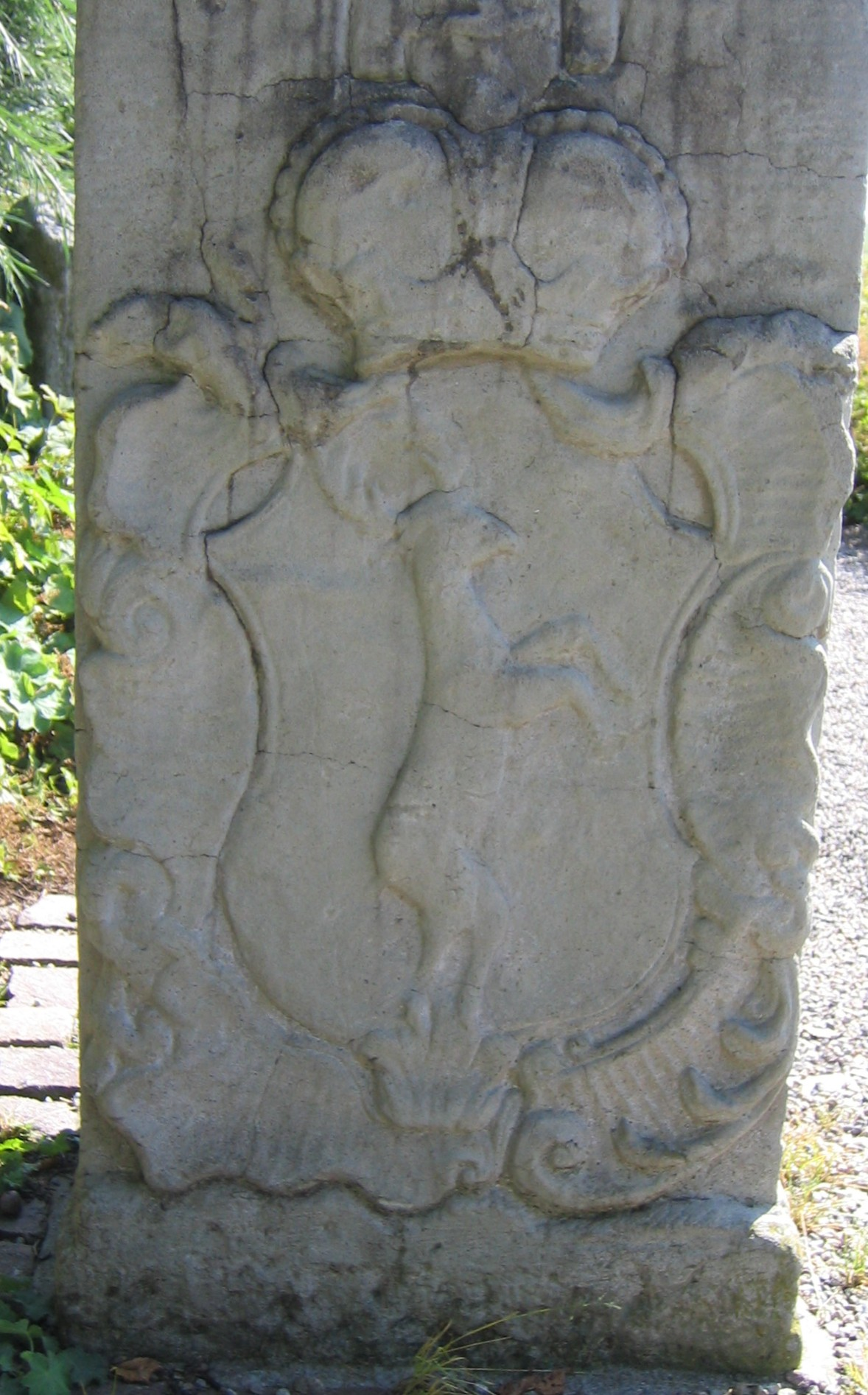
Hito fronterizo en Bonndorf (1767)

Como resultado de la decisión de la Navidad de 1124, la Vogtei recayó en la Casa de Zähringen y ,tras su extinción en 1218, pasó a depender directamente del emperador Federico II. Dado que el emperador era Vogt de la abadía, esto significaba la inmediatez imperial para San Blas. En 1250 el rey Conrado IV transfirió la Vogtei a Rodolfo de Habsburgo y, por lo tanto, a los Habsburgo. San Blas pasó a formar parte de la asociación de gobernantes de la Alta Austria de los duques Habsburgo (y en el período moderno temprano, se convirtió en el monasterio prelado de la Alta Austria del condado de Hauenstein). El 1 de mayo de 1322, un gran incendio destruyó todo el complejo. La reconstrucción comenzó inmediatamente, según el modelo antiguo, y ya en 1348 se habían completado los edificios del monasterio de estilo gótico. El rey Carlos IV confirmó nuevamente, en 1353, la libre elección de alguaciles. Entre 1369 y 1371, la abadía reconoció al duque Albrecht como alguacil hereditario, Austria se convirtió en soberana. Con la promesa al obispado de Constanza o la diócesis de Constanza, esa inmediatez del emperador dejó de existir (el monje Otto von St. Blasien describe en su crónica los hechos ocurridos entre 1146 y 1209. En 1464, durante la Guerra de Waldshut, los confederados se acercaron y quemaron granjas en los alrededores, el abad Christoph von Greuth fue a su encuentro y los entretuvo. Aun estando en la esfera de influenca austriaca, se mantuvieron los lazos con el Imperio: la abadía aparece nombrada entre 1422 y 1521 en las listas de los territorios imperiales y el Círculo de Suabia intentó en vano en 1549 reclamar San Blas como monasterio prelado imperial (abadía imperial). Los cuatro señoríos imperiales que San Blas había adquirido a finales del siglo XIII —Blumegg, Bettmaringen, Gutenburg y Berauer Berg— de hecho formaron el núcleo del reichsunmittelbar (señorío) de Bonndorf, constituido en 1609, del que los príncipes-abades derivaron su estatus dentro del Sacro Imperio Romano Germánico. En 1746, el emperador Franz I Stephan elevó al abad Franz II (Schächtelin) al rango de príncipe imperial. Fue el primer prelado imperial de la entonces abadía príncipesca de San Blas.

### SigloXVIIen adelante
La abadía fue disuelta en el curso de la secularización de 1806, siendo utilizados sus edificios como una de las primeras fábricas mecanizadas en Alemania. Los monjes aun así, bajo el último Príncipe-Abad, Berthold Rottler, se trasladaron a la Abadía de St. Paul en el Lavanttal (Austria), donde se instalaron en 1809.
Desde 1934, los edificios restantes han sido ocupados por una conocida universidad de los jesuitas, el Kolleg St. Blasien.

## La cúpula de San Blas

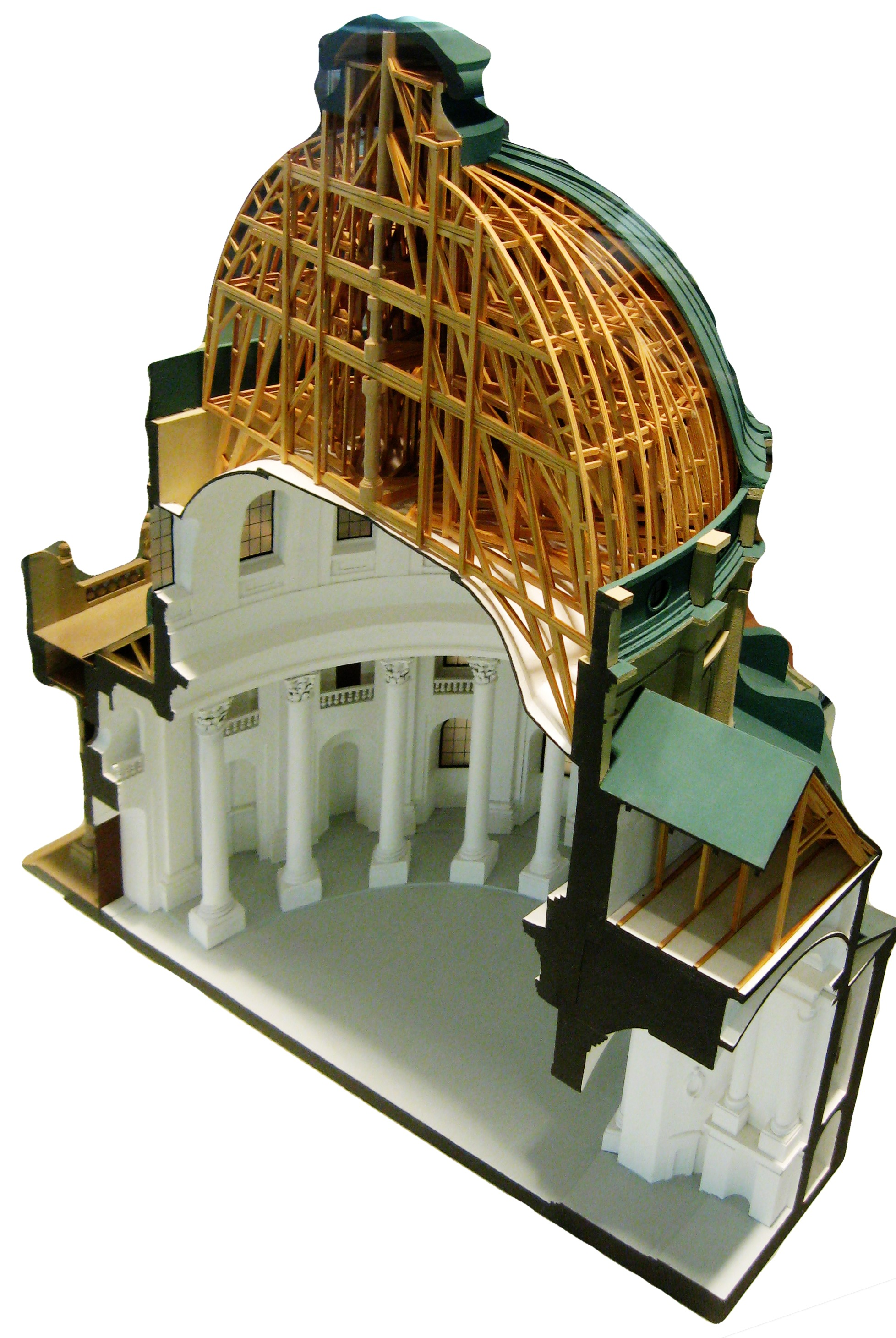
Maqueta explicativa del sistema de cimbrado con el que se construyó la cúpula

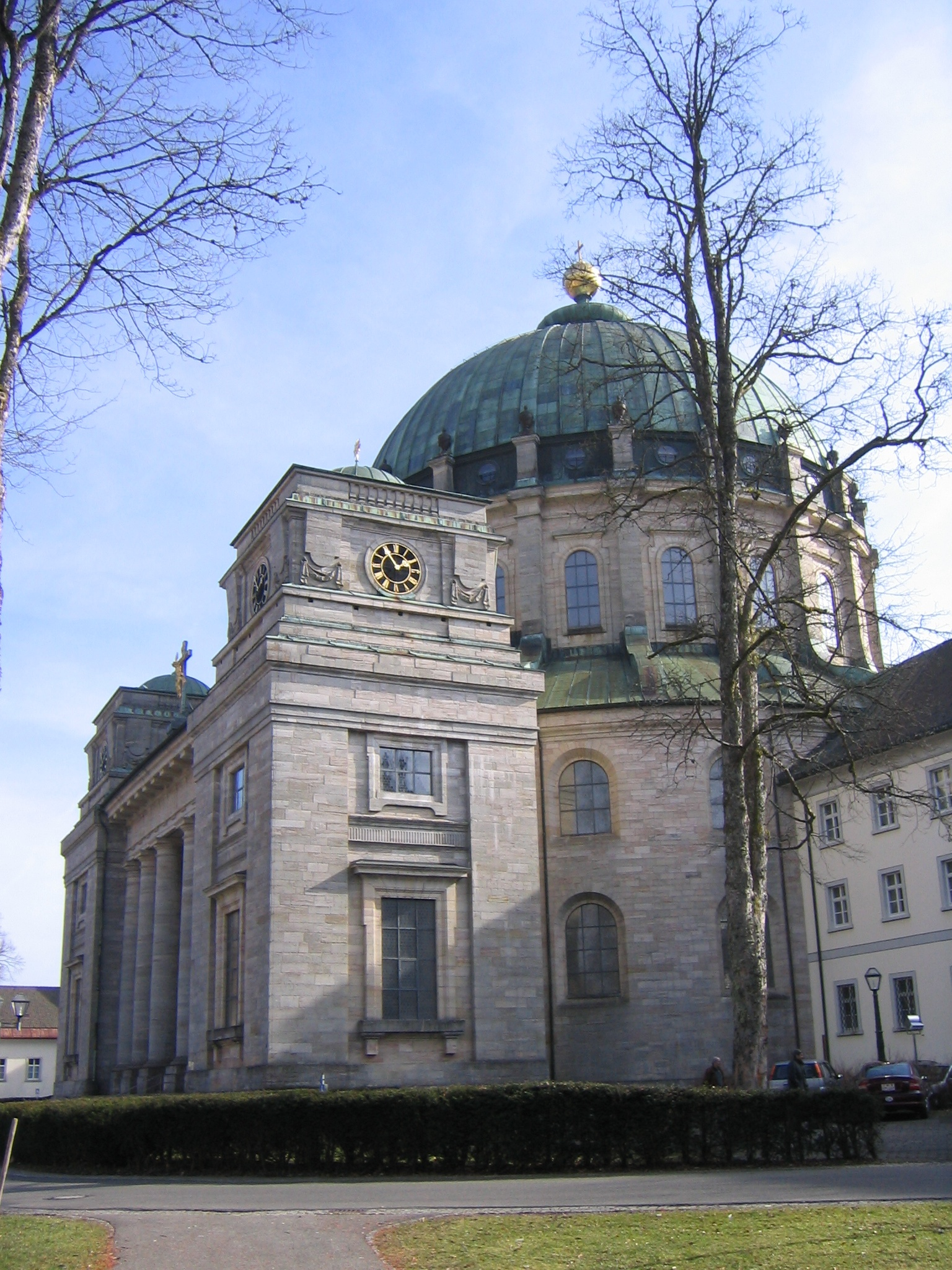
Exterior de la iglesia

La iglesia de la abadía se quemó en 1768 y fue reconstruida como un templo circular de estilo neoclásico diseñado por el arquitecto Pierre Michel d'Ixnard, con una enorme cúpula de 36 metros de diámetro y 63 metros de alto (la tercera más grande de Europa al norte de los Alpes), a partir del año 1781 bajo el mandato del Príncipe-Abad Martin Gerbert. Recibió el nombre de Dom St. Blasius, siendo también conocida como "Catedral de San Blas" (así llamada por su gran tamaño y magnificencia, no por ser una catedral en sentido eclesiástico o administrativo). Fue consagrada en 1784.
Los efectos de otro incendio catastrófico en 1874 fueron finalmente remediados en la década de 1980.

## Abades de San Blas en la Selva Negra
- Beringer von Hohenschwanden (945-974)
- Ifo (974-983)
- Siegfried (983-1021)
- Bernhard (1021-1045)
- Werner I (1045-1069)
- Giselbert (1068-1086)
- Otto I (1086-1108)
- Rustenus (1108-1125)
- Berthold I (1125-1141)
- Gunther de Andlau (1141-1170?)
- Werner II de Küssaberg (1170-1178)
- Theodebert de Bussnang (1178-1186)
- Manegold de Hallwil (1186-1204)
- Hermann I de Messkirch (1204-1222)
- Otto II (1222-1223)
- Hermann II (1223-1237)
- Heinrich I (1237-1240)
- Arnold I (1240-1247)
- Arnold II (1247-1276)
- Heinrich II de Stadion (1276-1294)
- Berthold II (1294-1308)
- Heinrich III (1308-1314)
- Ulrich (1314-1334)
- Petrus I de Thayingen (1334-1348)
- Heinrich IV de Eschenz (1348-1391)
- Konrad (1391)
- Johannes I Kreutz (1391-1413)
- Johannes II Duttlinger (1413-1429)
- Nikolaus Stocker (1429-1460)
- Petrus II Bösch (1460-1461)
- Christopher de Greuth (1461-1482)
- Eberhard von Reischach (1482-1491)
- Blasius I Wambach (1491-1493)
- Georg (Buob?) de Horb (1493-1519)
- Johannes III Spielmann (1519-1532)
- Gallus Haas (1532-1540)
- Johannes IV Wagner (1540-1541)
- Caspar I Müller von Schöneck (1541-1571)
- Caspar II Thomae (1571-1596)
- Martin I Meister (1596-1625)
- Blasius II Münster (1625-1638)
- Franz I Chullots (1638-1664)
- Otto III Kübler (1664-1672)
- Romanus Vogler (1672-1695)
- Augustin Simon Eusebius Finck (1695-1720)
- Blasius III Bender (1720-1727)
- Franz II Schächtelin (1727-1747)
- Coelestin Vogler (1747-1749)
- Meinrad Troger (1749-1764)
- Martin II Gerbert (1764-1793)
- Moritz Ribbele (1793-1801)
- Berthold III Rottler (1801-1806)